# Ludvig Thimgren
Carl Ludvig Thimgren, född 12 juni 1838 i Stockholm, död den 10 december 1899 i Stockholm, var en svensk överste och chef för Arméförvaltningen.

## Biografi
Thimgren blev student vid Uppsala universitet 1857 och antogs som underlöjtnant vid Värmlands regemente 1859. Han befordrades till löjtnant 1866, men bytte redan 1867 till Dalregementet. År 1869 blev Thimgren byråchefsassistent vid Arméförvaltningen, en befattning han behöll till 1885. Han befordrades till kapten vid regementet 1878 (Dalregementet) samtidigt som han samma år blev lärare vid Krigshögskolan. Han befordrades till major i armén 1884 innan han 1885 blev intendent och chef för Arméförvaltningen 1885. Slutligen befordrades Thimgren till överstelöjtnant 1889 och överste 1895. Han var även medlem av Sällskapet Idun.

### Familj
Thimgren var gift med Anna Augusta Carlsson. Paret bodde åren 1878-1884 på Hornsgatan 68 för att därefter flytta till Humlegårdsgatan 13.

## Utmärkelser[4]
- Riddare av Svärdsorden
- Riddare av Nordstjärneorden
- Riddare av Vasaorden
- Riddare av Carl XIII:s orden
- Riddare av Sankt Olavs orden